# Elecciones al Parlamento de Andalucía de 2018
Las elecciones al Parlamento de Andalucía de 2018 se celebraron el domingo 2 de diciembre para elegir a los 109 diputados de la xi legislatura del parlamento autonómico. El PSOE volvió a ser el más votado, pero solo obtuvo mayoría simple y hubo un gran descenso de votos de las candidaturas de izquierda, que alimentaron a partidos como Ciudadanos. Pese a que el Partido Popular también cayó como en los anteriores comicios, consiguió pactar con Ciudadanos para su investidura con el apoyo de Vox, siendo este último la primera vez que entraba en algún parlamento de España. Con esto, era la primera vez en la historia en la que los populares accedían al gobierno andaluz, desbancando a los socialistas, que gobernaban desde la restauración de la democracia. 

## Historia

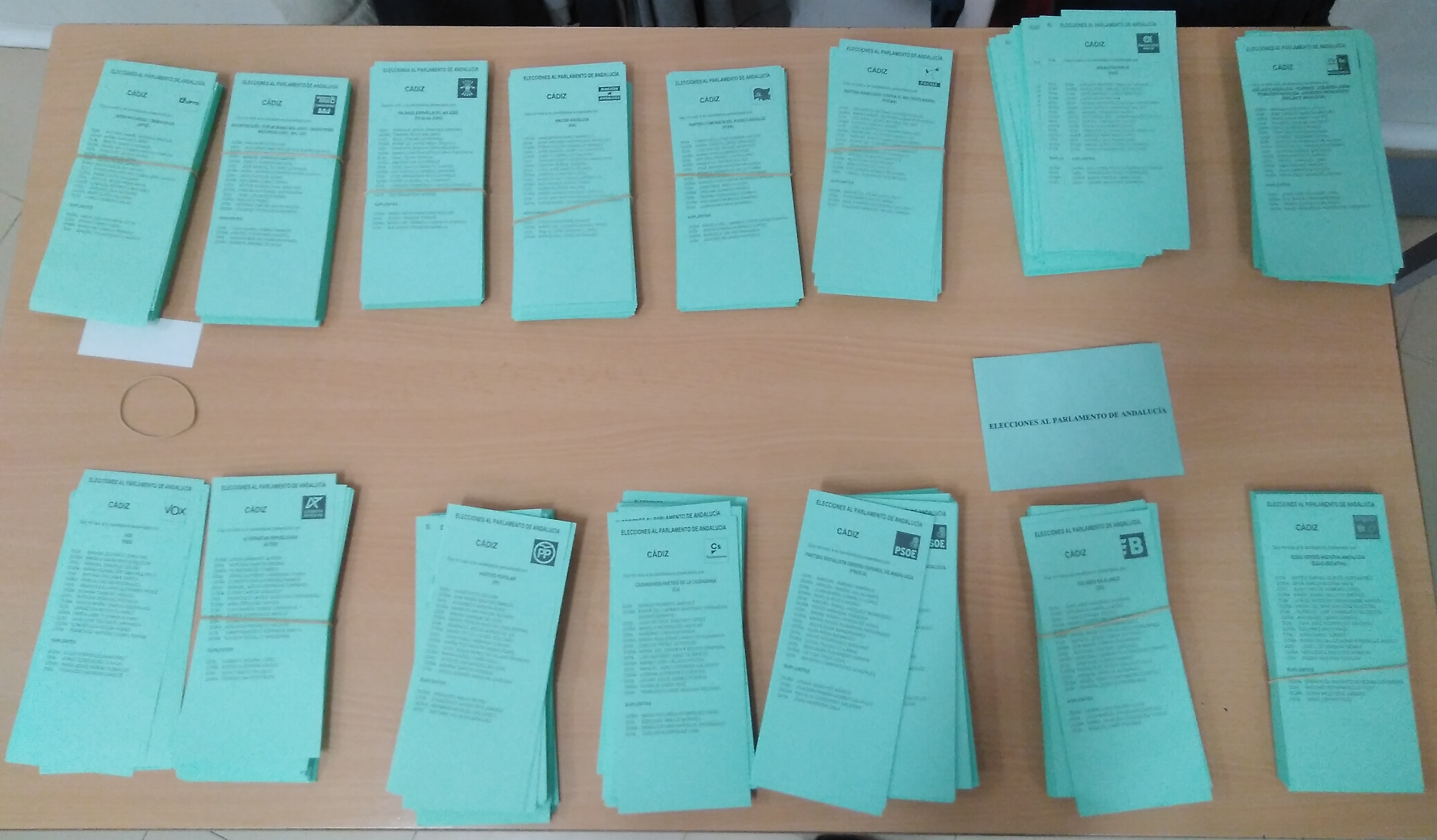
Papeletas en la provincia de Cádiz

### Antecedentes
Las elecciones al Parlamento de Andalucía de 2015 dieron como resultado la victoria del PSOE-A, tras una legislatura en la que no había sido el grupo político con mayor representación en el parlamento, que repitió los 47 escaños de las elecciones de 2012. A pesar de no contar con la mayoría absoluta y de alargarse el gobierno en funciones durante tres meses finalmente Susana Díaz fue investida Presidenta de la Junta de Andalucía en la cuarta votación de investidura gracias a los votos favorables del PSOE-A y de Ciudadanos.

### Disolución de la X Legislatura
Después de que el 1 de junio de 2018, mediante una moción de censura, el PSOE llegase al Gobierno de España, derrumbando el Gobierno del PP de Mariano Rajoy, con los votos favorables del independentismo catalán y de otros partidos, Ciudadanos decidió romper el pacto de Gobierno con el PSOE en Andalucía.
Tras varias semanas de especulaciones acerca del adelanto electoral, la presidenta de Andalucía, Susana Díaz (PSOE), disolvió el parlamento regional de Andalucía por la "inestabilidad" que suponía la ruptura del pacto de gobierno por parte de Ciudadanos y la imposibilidad de llegar a acuerdos con el Partido Popular o con Podemos para aprobar los presupuestos generales de la región de 2019.
Así pues, el decreto de disolución del Parlamento de Andalucía y la convocatoria de elecciones fue firmado por la presidenta de la Junta de Andalucía Susana Díaz el 8 de octubre de 2018 tras una reunión extraordinaria del Consejo de Gobierno, estableciéndose como fecha electoral el domingo 2 de diciembre lo que supone un adelanto electoral «técnico» de apenas cuatro meses sobre el calendario por defecto marcado por la X legislatura constituida el 16 de abril de 2015. La convocatoria fue publicada en un suplemento del Boletín Oficial de la Junta de Andalucía de 9 de octubre de 2018. En septiembre, Ciudadanos-Partido de la Ciudadanía había dado por terminado el acuerdo de gobierno con el Partido Socialista Obrero Español de Andalucía y anunciado su rechazo a apoyar los presupuestos de 2019.

## Sistema electoral
De acuerdo a lo dispuesto en la Ley 1/1986, de 2 de enero, donde se regula el sistema electoral de la Comunidad autónoma de Andalucía tras la convocatoria oficial de elecciones, su publicación en el Boletín Oficial de la Junta de Andalucía, en los respectivos boletines provinciales y su difusión en los medios de comunicación, correspondía a los partidos políticos que deseen participar en las elecciones la presentación de las candidaturas y a la Junta electoral, que fue constituida en los 90 primeros días de la legislatura, la aprobación de estas candidaturas, la regulación de la campaña electoral y la formación de las mesas electorales. La ley estipula un mínimo de un 3% de votos válidos como umbral electoral para que las candidaturas puedan entrar al reparto de escaños en cada circunscripción.

Número de diputados correspondientes por circunscripción en las elecciones al Parlamento de Andalucía.

En el decreto de convocatoria se publicaron los escaños a elegir por circunscripción que, de acuerdo con lo dispuesto en el artículo 17.4 de la Ley Electoral de Andalucía, del total de 109 diputados, 45 se distribuyen en las 8 circunscripciones provinciales en arreglo a su población de derecho mientras que los 64 restantes constituyen el mínimo inicial fijo de 8 diputados por provincia independientemente de su población.
Los diputados a elegir por circunscripción que quedaron fijados para los comicios fueron: 18 escaños (Sevilla), 17 (Málaga), 15 (Cádiz), 13 (Granada), 12 (Almería y Córdoba) y 11 (Huelva y Jaén).
El plazo para la presentación de candidaturas se estableció entre el 24 y el 29 de octubre y el periodo de campaña electoral se estableció entre las 0 horas del 16 de noviembre y las 0 horas del día 1 de diciembre.

## Candidaturas

### Proclamación de candidaturas
El 6 de noviembre se publicaron en el Boletín Oficial de la Junta de Andalucía (BOJA) las listas de las candidaturas proclamadas en cada circunscripción electoral. A continuación se exponen las candidaturas proclamadas y las circunscripciones en las que presentaron lista:
| Candidatura | Candidatura                                                | Almería | Cádiz | Córdoba | Granada | Huelva | Jaén | Málaga | Sevilla |
| ----------- | ---------------------------------------------------------- | ------- | ----- | ------- | ------- | ------ | ---- | ------ | ------- |
|             | Adelante Andalucía                                         | •       | •     | •       | •       | •      | •    | •      | •       |
|             | Andalucía Por Sí                                           | •       | •     | •       | •       | •      | •    | •      | •       |
|             | Alternativa Republicana                                    |         | •     |         |         |        |      | •      | •       |
|             | Ciudadanos Libres Unidos                                   | •       |       |         |         |        | •    | •      |         |
|             | Ciudadanos-Partido de la Ciudadanía                        | •       | •     | •       | •       | •      | •    | •      | •       |
|             | Conecta Andalucía                                          |         |       |         |         |        |      | •      |         |
|             | Convergencia Andaluza                                      |         |       |         | •       |        |      |        |         |
|             | Equo Verdes-Iniciativa Andalucía                           | •       | •     | •       | •       | •      | •    | •      | •       |
|             | Escaños en Blanco                                          | •       | •     | •       |         |        |      |        |         |
|             | Falange Española de las JONS                               | •       | •     | •       | •       | •      | •    | •      | •       |
|             | Independientes Huelva                                      |         |       |         |         | •      |      |        |         |
|             | Izquierda Anticapitalista Revolucionaria                   |         |       |         | •       |        |      | •      |         |
|             | Nación Andaluza                                            | •       | •     |         | •       | •      | •    | •      | •       |
|             | Partido Animalista Contra el Maltrato Animal               | •       | •     | •       | •       | •      | •    | •      | •       |
|             | Partido Comunista del Pueblo Andaluz                       | •       | •     | •       | •       | •      | •    | •      | •       |
|             | Partido Popular Andaluz                                    | •       | •     | •       | •       | •      | •    | •      | •       |
|             | Partido Republicano Independiente Solidario Andaluz (RISA) |         |       |         |         |        | •    |        |         |
|             | Partido Socialista Obrero Español de Andalucía             | •       | •     | •       | •       | •      | •    | •      | •       |
|             | Recortes Cero-Por Un Mundo Más Justo-Grupo Verde           | •       | •     | •       | •       | •      | •    | •      | •       |
|             | Respeto                                                    |         |       |         |         |        | •    |        |         |
|             | Unidos y Socialistas + Por la Democracia                   |         |       |         | •       |        |      |        |         |
|             | Unión Progreso y Democracia                                | •       | •     | •       | •       | •      | •    | •      | •       |
|             | Soluciona                                                  |         |       |         |         |        |      | •      |         |
|             | Vox                                                        | •       | •     | •       | •       | •      | •    | •      | •       |
| 1. 2. 3. 4. |                                                            |         |       |         |         |        |      |        |         |

### Candidaturas con representación previa en el Parlamento de Andalucía
En función de la composición del Parlamento hasta la convocatoria de elecciones, los cinco partidos representados en él (PSOE, PP, Podemos, Ciudadanos e IULV-CA) repiten candidaturas a las elecciones del 2 de diciembre, con listas en todas las provincias, como se aprecia en el apartado anterior. PSOE, PP y Ciudadanos repiten al presentarse en solitario mientras que Podemos e IULV-CA, junto con Partido de la Izquierda Andalucista y Primavera Andaluza, se unen en la coalición Adelante Andalucía.
Las candidaturas que ya tenían representación en el anterior Parlamento, se ordenan a continuación en orden decreciente, según su número de escaños.

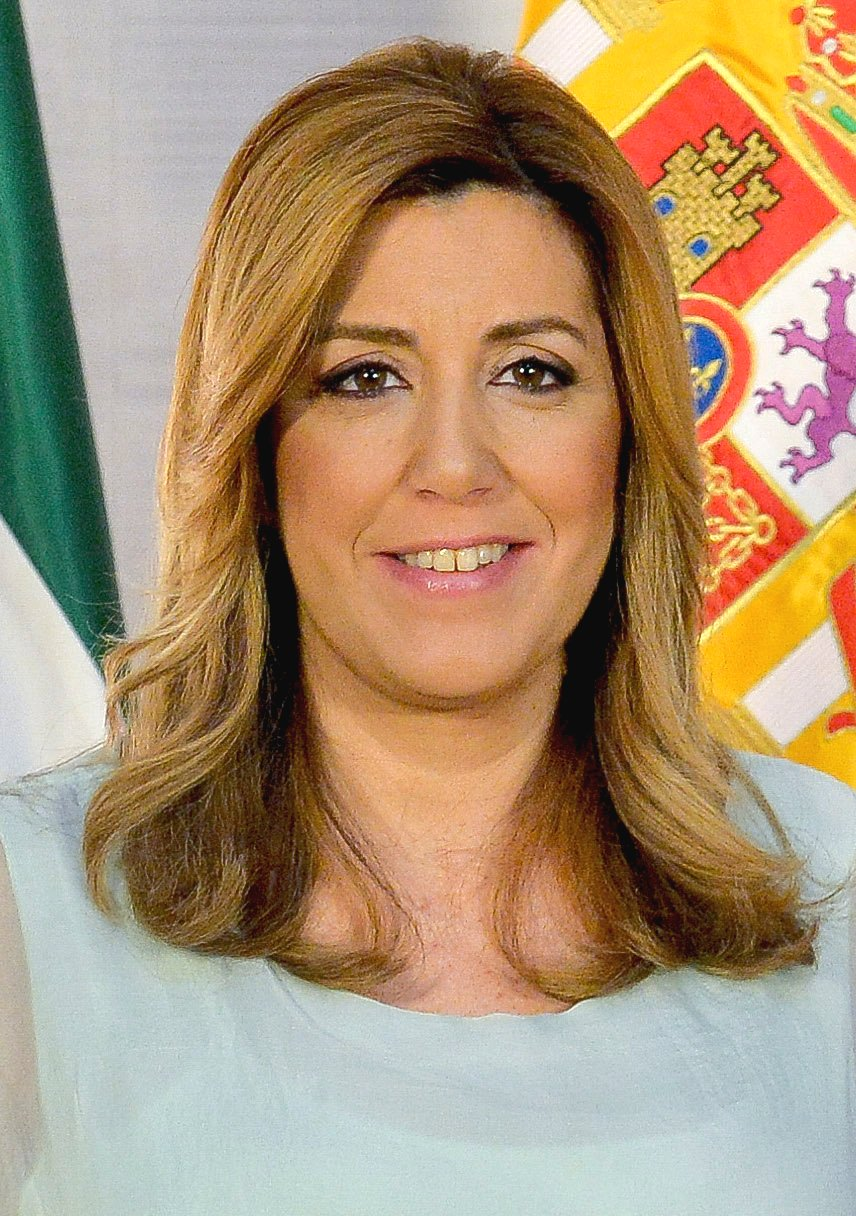
Susana Díaz, candidata a la presidencia.

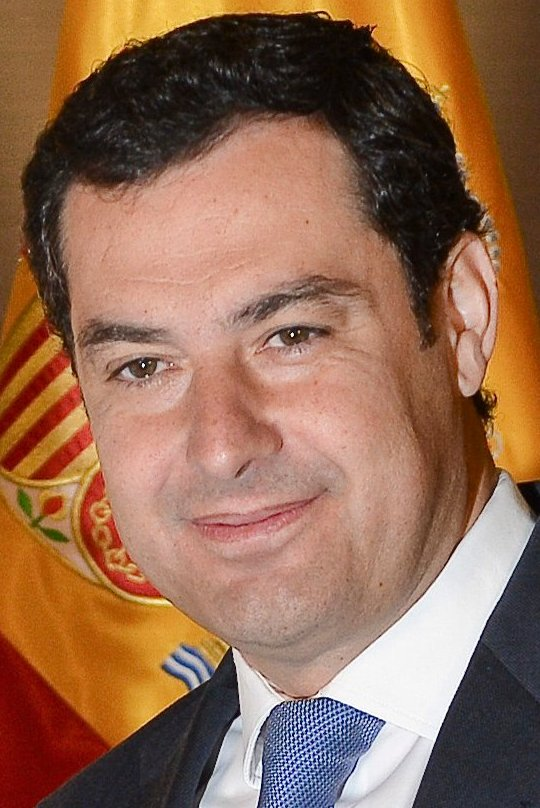
Juan Manuel Moreno, candidato a la presidencia.

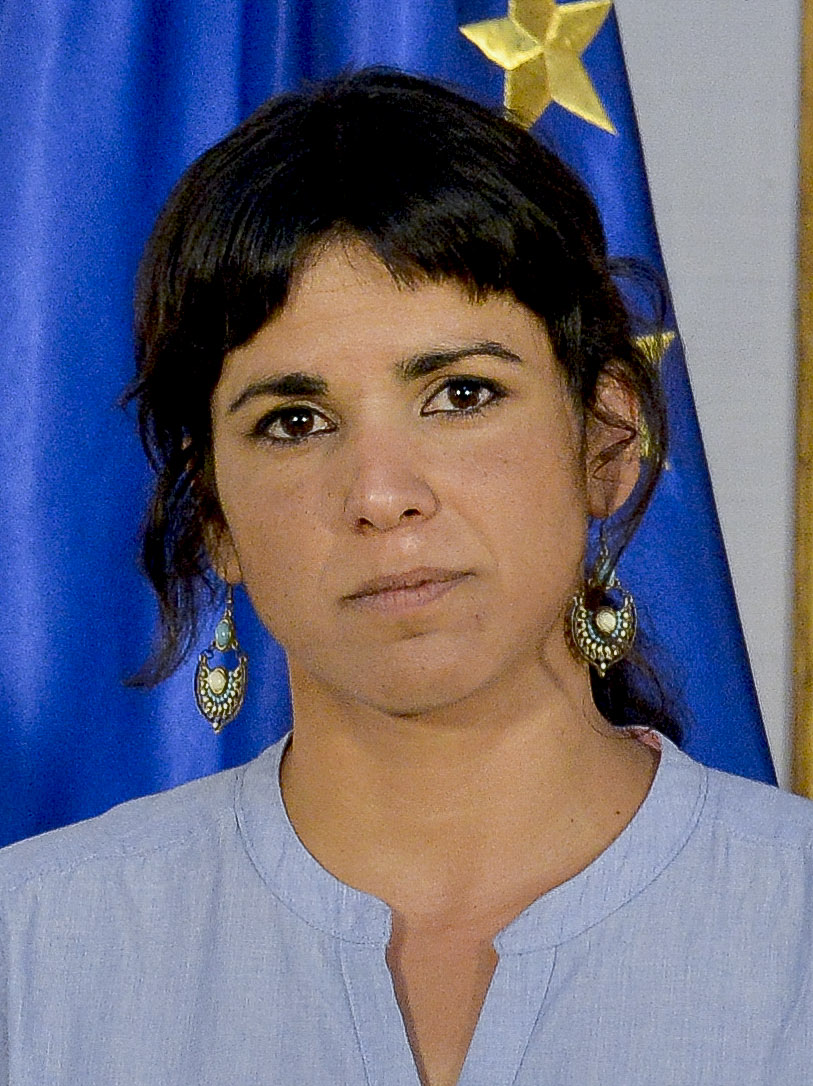
Teresa Rodríguez, candidata a la presidencia.

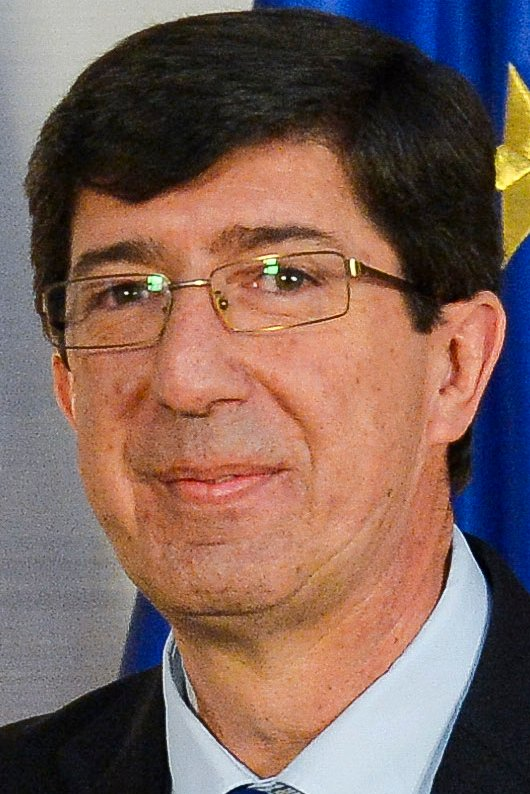
Juan Marín, candidato a la presidencia.

| Partido Socialista Obrero Español de Andalucía (PSOE-A) |                                                |           |                          |
| Candidatura                                             | Integrantes                                    | Provincia | Cabeza de lista          |
| Partido Socialista Obrero Español                       | Partido Socialista Obrero Español de Andalucía | Almería   | José Luis Sánchez Teruel |
| Partido Socialista Obrero Español                       | Partido Socialista Obrero Español de Andalucía | Cádiz     | Manuel Jiménez Barrios   |
| Partido Socialista Obrero Español                       | Partido Socialista Obrero Español de Andalucía | Córdoba   | Juan Pablo Durán         |
| Partido Socialista Obrero Español                       | Partido Socialista Obrero Español de Andalucía | Granada   | Teresa Jiménez           |
| Partido Socialista Obrero Español                       | Partido Socialista Obrero Español de Andalucía | Huelva    | Mario Jiménez            |
| Partido Socialista Obrero Español                       | Partido Socialista Obrero Español de Andalucía | Jaén      | Mª de los Ángeles Férriz |
| Partido Socialista Obrero Español                       | Partido Socialista Obrero Español de Andalucía | Málaga    | José Luis Ruiz Espejo    |
| Partido Socialista Obrero Español                       | Partido Socialista Obrero Español de Andalucía | Sevilla   | Susana Díaz Pacheco      |

| Partido Popular Andaluz (PPA) |                         |           |                            |
| Candidatura                   | Integrantes             | Provincia | Cabeza de lista            |
| Partido Popular               | Partido Popular Andaluz | Almería   | Maribel Sánchez            |
| Partido Popular               | Partido Popular Andaluz | Cádiz     | José Ortiz                 |
| Partido Popular               | Partido Popular Andaluz | Córdoba   | José Antonio Nieto         |
| Partido Popular               | Partido Popular Andaluz | Granada   | Marifrán Carazo            |
| Partido Popular               | Partido Popular Andaluz | Huelva    | Loles López                |
| Partido Popular               | Partido Popular Andaluz | Jaén      | Maribel Lozano             |
| Partido Popular               | Partido Popular Andaluz | Málaga    | Juan Manuel Moreno Bonilla |
| Partido Popular               | Partido Popular Andaluz | Sevilla   | Juan Ignacio Zoido         |

| Adelante Andalucía (AA)                                                            |                                                                                      |           |                                    |
| Candidatura                                                                        | Integrantes                                                                          | Provincia | Cabeza de lista                    |
| Adelante Andalucía                                                                 | Podemos Andalucía Izquierda Unida (IULV-CA) Izquierda Andalucista Primavera Andaluza | Almería   | Diego Crespo (P)                   |
| Adelante Andalucía                                                                 | Podemos Andalucía Izquierda Unida (IULV-CA) Izquierda Andalucista Primavera Andaluza | Cádiz     | Ángela Aguilera (P)                |
| Adelante Andalucía                                                                 | Podemos Andalucía Izquierda Unida (IULV-CA) Izquierda Andalucista Primavera Andaluza | Córdoba   | Ana María Naranjo (IU)             |
| Adelante Andalucía                                                                 | Podemos Andalucía Izquierda Unida (IULV-CA) Izquierda Andalucista Primavera Andaluza | Granada   | María del Carmen Lizárraga (P)     |
| Adelante Andalucía                                                                 | Podemos Andalucía Izquierda Unida (IULV-CA) Izquierda Andalucista Primavera Andaluza | Huelva    | María Gracia González (P)          |
| Adelante Andalucía                                                                 | Podemos Andalucía Izquierda Unida (IULV-CA) Izquierda Andalucista Primavera Andaluza | Jaén      | José Luis Cano (P)                 |
| Adelante Andalucía                                                                 | Podemos Andalucía Izquierda Unida (IULV-CA) Izquierda Andalucista Primavera Andaluza | Málaga    | Teresa Rodríguez-Rubio Vázquez (P) |
| Adelante Andalucía                                                                 | Podemos Andalucía Izquierda Unida (IULV-CA) Izquierda Andalucista Primavera Andaluza | Sevilla   | Antonio Maíllo (IU)                |
| (P): Podemos Andalucía (IU): Izquierda Unida Los Verdes-Convocatoria por Andalucía |                                                                                      |           |                                    |

| Ciudadanos – Partido de la Ciudadanía (Cs) |                                       |           |                         |
| Candidatura                                | Integrantes                           | Provincia | Cabeza de lista         |
| Ciudadanos – Partido de la Ciudadanía      | Ciudadanos – Partido de la Ciudadanía | Almería   | Marta Bosquet           |
| Ciudadanos – Partido de la Ciudadanía      | Ciudadanos – Partido de la Ciudadanía | Cádiz     | Sergio Romero           |
| Ciudadanos – Partido de la Ciudadanía      | Ciudadanos – Partido de la Ciudadanía | Córdoba   | Francisco José Carrillo |
| Ciudadanos – Partido de la Ciudadanía      | Ciudadanos – Partido de la Ciudadanía | Granada   | María del Mar Sánchez   |
| Ciudadanos – Partido de la Ciudadanía      | Ciudadanos – Partido de la Ciudadanía | Huelva    | Rocío Ruiz Domínguez    |
| Ciudadanos – Partido de la Ciudadanía      | Ciudadanos – Partido de la Ciudadanía | Jaén      | Mónica Moreno           |
| Ciudadanos – Partido de la Ciudadanía      | Ciudadanos – Partido de la Ciudadanía | Málaga    | Javier Imbroda          |
| Ciudadanos – Partido de la Ciudadanía      | Ciudadanos – Partido de la Ciudadanía | Sevilla   | Juan Marín              |

## Campaña electoral

### Debates
El lunes 19 de noviembre, a las 21:30 horas, tuvo lugar el primer debate televisado entre los autoproclamados candidatos a la presidencia de la Junta de Andalucía correspondientes a formaciones con representación en la legislatura anterior del parlamento andaluz —Susana Díaz (cabeza de lista del PSOE-A por Sevilla), Juanma Moreno (cabeza de lista del PP por Málaga), Teresa Rodríguez (cabeza de lista de AA por Málaga) y Juan Marín (cabeza de lista de Cs por Sevilla)— en la sede central de Radio y Televisión de Andalucía y moderado por la periodista Isabel Mata. Fue emitido conjuntamente por Canal Sur, laOtra y la Asturiana. La emisora Canal Sur Radio lo difundió por vía radiofónica.
El segundo debate se celebró el siguiente lunes, el 26 de noviembre, a las 22:00 horas en el Centro Territorial de RTVE en Andalucía e involucró a los mismos cabeza de lista del primer debate esta vez moderado por la periodista Pilar García Muñiz. Fue emitido por La 1 en Andalucía y por el canal 24 horas para el resto de España. Por radiodifusión se emitió en directo por Radio 5 para toda España.
Otro debate, promovido por la comunidad universitaria, fue el llevado a cabo por el Consejo de Estudiantes de la Universidad Pablo de Olavide (Sevilla), emitido en línea por redes sociales, siendo el primer debate de toda la campaña en centrarse en temáticas relativas a la juventud. Fue moderado por la presentadora de Canal Sur Televisión Mabel Mata.

## Jornada de votación
A las 9:00 horas del día 2 de diciembre abrieron las urnas en toda Andalucía. A las 9:30 un vecino de Sanlúcar de Barrameda que quería votar a Equo se percata de que no había papeletas de ese partido en su colegio electoral. Poco después se tuvo conocimiento de que no era un error puntual sino que en toda la localidad de Sanlúcar faltaban las papeletas de ese partido. Una vez detectado el “inédito” error (pues nunca antes ha sucedido que en una localidad falten papeletas de un mismo partido político o coalición electoral en todos los colegios electorales), la Junta Electoral de Andalucía decidió ordenar la interrupción de las votaciones y el consiguiente cierre de todos los colegios de Sanlúcar.
Una vez repuestas las papeletas que faltaban en todos y cada uno de los 81 colegios sanluqueños se reanudó la votación (prolongándose la misma en todos ellos por el tiempo que estuvieron cerrados). La Junta Electoral de Andalucía, y a requerimiento consultivo del Gobierno andaluz estimó que la difusión de los resultados de las elecciones no podría tener lugar hasta que no hubiese cerrado el último colegio electoral en Sanlúcar, es decir, a las 22:15 horas (todos los demás colegios de la Comunidad cerraron a las 20:00, tal como estaba previsto).
Aparte del mencionado incidente la jornada de votación transcurrió con total normalidad y sin ningún tipo de incidente reseñable en toda la Comunidad.

## Participación
A lo largo de la jornada se dieron a conocer los datos de participación en las elecciones en dos ocasiones, así como la participación final.
|  | 29,93 % |

|  | 33,94 % |

|  | 46,47 % |

|  | 51,41 % |

|  | 58,65 % |

|  | 62,30 % |

## Resultados

### Resultados autonómicos
Resultados definitivos con el 100% escrutado.
|  | 56,56 % |

|  | 43,44 % |

|  | 27,94 % |

|  | 20,75 % |

|  | 18,28 % |

|  | 16,19 % |

|  | 10,96 % |

|  | 1,93 % |

|  | 0,61 % |

|  | 0,42 % |

|  | 0,20 % |

|  | 0,18 % |

|  | 0,18 % |

|  | 0,14 % |

|  | 0,11 % |

|  | 0,11 % |

|  | 0,09 % |

|  | 0,08 % |

|  | 0,07 % |

|  | 0,05 % |

|  | 0,03 % |

|  | 0,03 % |

|  | 0,03 % |

|  | 0,02 % |

|  | 0,01 % |

|  | 0,01 % |

|  | 0,01 % |

|  | 0,01 % |

|  | 0,00 % |

|  | 96,26 % |

|  | 1,57 % |

|  | 96,03 % |

|  | 2,20 % |

a De ellos, 11 de Podemos Andalucía y 6 de IULV-CA.

### Resultados por provincias
| Provincia |    |    |    |    |    | Tot. |
| --------- | -- | -- | -- | -- | -- | ---- |
| Almería   | 3  | 4  | 2  | 1  | 2  | 12   |
| Cádiz     | 4  | 3  | 3  | 3  | 2  | 15   |
| Córdoba   | 4  | 3  | 2  | 2  | 1  | 12   |
| Granada   | 4  | 3  | 3  | 2  | 1  | 13   |
| Huelva    | 4  | 3  | 2  | 1  | 1  | 11   |
| Jaén      | 4  | 3  | 2  | 1  | 1  | 11   |
| Málaga    | 4  | 4  | 4  | 3  | 2  | 17   |
| Sevilla   | 6  | 3  | 3  | 4  | 2  | 18   |
| TOTAL     | 33 | 26 | 21 | 17 | 12 | 109  |

| Provincia |       |       |       |       |       | Dif.  | Part. |
| --------- | ----- | ----- | ----- | ----- | ----- | ----- | ----- |
| Almería   | 25,92 | 27,24 | 16,33 | 9,65  | 16,79 | -9,66 | 57,39 |
| Cádiz     | 23,78 | 17,58 | 20,88 | 19,18 | 11,25 | -7,85 | 53,54 |
| Córdoba   | 29,22 | 21,94 | 17,65 | 16,79 | 9,20  | -6,70 | 62,16 |
| Granada   | 26,93 | 23,07 | 18,40 | 15,07 | 11,38 | -7,66 | 60,83 |
| Huelva    | 31,60 | 22,59 | 16,25 | 14,25 | 8,33  | -9,35 | 55,54 |
| Jaén      | 35,40 | 23,17 | 15,95 | 12,13 | 8,72  | -7,28 | 63,30 |
| Málaga    | 24,20 | 22,60 | 19,80 | 15,64 | 11,51 | -5,91 | 56,63 |
| Sevilla   | 29,98 | 16,50 | 17,77 | 18,88 | 10,72 | -8,09 | 60,59 |
| TOTAL     | 27,95 | 20,75 | 18,27 | 16,18 | 10,97 | -7,46 | 58,65 |

##### Provincia de Almería
|  | 52,81 % |

|  | 47,19 % |

|  | 27,19 % |

|  | 25,93 % |

|  | 16,76 % |

|  | 16,34 % |

|  | 9,69 % |

|  | 1,34 % |

|  | 0,33 % |

|  | 0,31 % |

|  | 0,21 % |

|  | 0,15 % |

|  | 0,13 % |

|  | 0,13 % |

|  | 0,12 % |

|  | 0,11 % |

|  | 0,09 % |

|  | 97,57 % |

|  | 1,14 % |

|  | 98,71 % |

|  | 1,29 % |

##### Provincia de Cádiz
|  | 53,54 % |

|  | 46,46 % |

|  | 23,78 % |

|  | 20,88 % |

|  | 19,18 % |

|  | 17,58 % |

|  | 11,25 % |

|  | 2,24 % |

|  | 1,59 % |

|  | 0,40 % |

|  | 0,26 % |

|  | 0,25 % |

|  | 0,24 % |

|  | 0,20 % |

|  | 0,18 % |

|  | 0,11 % |

|  | 0,08 % |

|  | 96,37 % |

|  | 1,80 % |

|  | 98,17 % |

|  | 1,83 % |

##### Provincia de Córdoba
|  | 62,16 % |

|  | 37,84 % |

|  | 29,22 % |

|  | 21,94 % |

|  | 17,65 % |

|  | 16,79 % |

|  | 9,20 % |

|  | 1,54 % |

|  | 0,42 % |

|  | 0,38 % |

|  | 0,28 % |

|  | 0,26 % |

|  | 0,23 % |

|  | 0,16 % |

|  | 0,15 % |

|  | 0,09 % |

|  | 95,91 % |

|  | 1,69 % |

|  | 97,60 % |

|  | 2,40 % |

##### Provincia de Granada
|  | 60,83 % |

|  | 39,17 % |

|  | 26,93 % |

|  | 23,07 % |

|  | 18,40 % |

|  | 15,07 % |

|  | 11,38 % |

|  | 1,78 % |

|  | 0,42 % |

|  | 0,38 % |

|  | 0,29 % |

|  | 0,23 % |

|  | 0,21 % |

|  | 0,18 % |

|  | 0,13 % |

|  | 0,08 % |

|  | 0,07 % |

|  | 95,39 % |

|  | 1,39 % |

|  | 96,78 % |

|  | 3,22 % |

##### Provincia de Huelva
|  | 55,54 % |

|  | 44,46 % |

|  | 31,60 % |

|  | 22,59 % |

|  | 16,25 % |

|  | 14,25 % |

|  | 8,33 % |

|  | 1,89 % |

|  | 1,52 % |

|  | 0,66 % |

|  | 0,38 % |

|  | 0,22 % |

|  | 0,19 % |

|  | 0,18 % |

|  | 0,14 % |

|  | 0,08 % |

|  | 95,92 % |

|  | 1,71 % |

|  | 97,63 % |

|  | 2,37 % |

##### Provincia de Jaén
|  | 63,30 % |

|  | 36,70 % |

|  | 35,40 % |

|  | 23,17 % |

|  | 15,95 % |

|  | 12,13 % |

|  | 8,72 % |

|  | 1,29 % |

|  | 0,33 % |

|  | 0,31 % |

|  | 0,30 % |

|  | 0,27 % |

|  | 0,22 % |

|  | 0,19 % |

|  | 0,12 % |

|  | 0,11 % |

|  | 0,10 % |

|  | 0,07 % |

|  | 0,06 % |

|  | 96,19 % |

|  | 1,28 % |

|  | 97,47 % |

|  | 2,53 % |

##### Provincia de Málaga
|  | 56,63 % |

|  | 43,37 % |

|  | 24,19 % |

|  | 22,57 % |

|  | 19,80 % |

|  | 15,67 % |

|  | 11,50 % |

|  | 2,51 % |

|  | 0,51 % |

|  | 0,39 % |

|  | 0,37 % |

|  | 0,22 % |

|  | 0,20 % |

|  | 0,18 % |

|  | 0,12 % |

|  | 0,08 % |

|  | 0,08 % |

|  | 0,08 % |

|  | 0,07 % |

|  | 0,06 % |

|  | 97 % |

|  | 1,41 % |

|  | 97 % |

|  | 1,60 % |

##### Provincia de Sevilla
|  | 60,59 % |

|  | 39,41 % |

|  | 29,98 % |

|  | 18,88 % |

|  | 17,77 % |

|  | 16,50 % |

|  | 10,72 % |

|  | 2,08 % |

|  | 0,64 % |

|  | 0,48 % |

|  | 0,25 % |

|  | 0,22 % |

|  | 0,22 % |

|  | 0,16 % |

|  | 0,13 % |

|  | 0,11 % |

|  | 0,08 % |

|  | 95.84 % |

|  | 1,80 % |

|  | 97,64 % |

|  | 2,36 % |

## Diputados electos
| ← Elecciones al Parlamento de Andalucía de 2018 → Diputados electos |                                                | | | | | | | | |
| Partido político                                                    | Partido político                               | Almería | Cádiz | Córdoba | Granada | Huelva                                                                                                 | Jaén | Málaga | Sevilla |
|                                                                     | Partido Socialista Obrero Español de Andalucía | - José Luis Sánchez Teruel - Noemí Cruz Martínez - Rodrigo Sánchez Haro                                                   | - Manuel Jiménez Barrios - Araceli Maese Villacampa - Juan María Cornejo López - Noelia Ruiz Castro        | - Juan Pablo Durán Sánchez - Rosa Aguilar Rivero - Jesús María Ruiz García - María Soledad Pérez Rodríguez | - María Teresa Jiménez Vílchez - Juan José Martín Arcos - María Josefa Sánchez Rubio - Gerardo Sánchez Escudero | - Mario Jesús Jiménez Díaz - María Márquez Romero - José Gregorio Fiscal López - Manuela Serrano Reyes | - María de los Ángeles Férriz Gómez - Felipe López García - Mercedes Gámez García - Jacinto Jesús Viedma Quesada | - José Luis Ruiz Espejo - Beatriz Rubiño Yáñez - Javier Carnero Sierra - María Luisa Bustinduy Barrero                                   | - Susana Díaz Pacheco - Antonio Ramírez de Arellano López - Verónica Pérez Fernández - Francisco Javier Fernández Hernández - Sonia Gaya Sánchez - José Muñoz Sánchez |
|                                                                     | Partido Popular Andaluz                        | - María del Carmen Crespo Díaz - Pablo José Venzal Contrer - María Isabel Sánchez Torregrosa - Ramón Herrera de las Heras | - José Ortiz Galván - Ana María Mestre García - Alfonso Candón Adán                                        | - José Antonio Nieto Ballesteros - María Beatriz Jurado Fernández de Córdoba - Adolfo Manuel Molina Rascón | - María Francisca Carazo Villalonga - Rafael Francisco Caracuel - Ana Vanessa García Jiménez                    | - María Dolores López Gabarro - Manuel Andrés González Rivera - María del Carmen Céspedes Senovilla    | - María Isabel Lozano Moral - Erik Domínguez Guerola - Ángela Hidalgo Azcona                                     | - Juan Manuel Moreno Bonilla - María Esperanza Oña Sevilla - Miguel Ángel Ruiz Ortiz - Patricia Navarro Pérez                            | - Juan Ignacio Zoido Álvarez - Virginia Pérez Galindo - Antonio Martín Iglesias                                                                                       |
|                                                                     | Ciudadanos–Partido de la Ciudadanía            | - Marta Bosquet Aznar - Andrés Ramón Samper Rueda                                                                         | - Sergio Romero Jiménez - María del Carmen Martínez Granados - Juan de Dios Sánchez López                  | - Francisco Carrillo Guerrero - María Isabel Albás Vives                                                   | - María del Mar Sánchez Muñoz - Raúl Fernández Asensio - Concepción González Insúa                              | - Rocío Ruiz Domínguez - Julio Jesús Díaz Robledo                                                      | - Mónica Moreno Sánchez - Enrique Moreno Madueño                                                                 | - Francisco Javier Imbroda Ortiz - María José Torres Cuéllar - Carlos Hernández White - María Teresa Pardo Reinaldos                     | - Juan Antonio Marín Lozano - Ana María Llopis Barrera - Pablo Cambronero                                                                                             |
|                                                                     | Adelante Andalucía                             | - Diego Crespo García (Podemos)                                                                                           | - Ángela Aguilera Clavijo (Podemos) - José Ignacio García Sánchez (Podemos) - Inmaculada Nieto Castro (IU) | - Ana Naranjo Sánchez (IU) - David Jesús Moscoso Sánchez (Podemos)                                         | - María del Carmen Lizárraga Mollinedo (Podemos) - Jesús Fernández Martín (IU)                                  | - María Gracia González Fernández (Podemos)                                                            | - José Luis Cano Palomino (Podemos)                                                                              | - María Teresa Rodríguez-Rubio Vázquez (Podemos/Anticapitalistas) - Guzmán Ahumada Gavira (IU) - María Vanessa García Casaucau (Podemos) | - Antonio Maíllo Cañadas (IU) - María del Carmen García Bueno (Podemos/CUT) - José Ignacio Molina Arroyo (Podemos) - María Isabel Mora Grande (Podemos)               |
|                                                                     | VOX                                            | - Luz Belinda Rodríguez Fernández - Rodrigo Alonso Fernández                                                              | - Manuel Gavira Florentino - Ángela María Mulas Belizón                                                    | - Alejandro Hernández Valdés                                                                               | - Francisco José Ocaña Castellón                                                                                | - Rafael Segovia Brome                                                                                 | - Benito Morillo Alejo                                                                                           | - Eugenio Moltó García - Ana Gil Román                                                                                                   | - Francisco de Asís Serrano Castro - María José Piñero Rodríguez |

## Investidura de los nuevos cargos

### Constitución del Parlamento y elección de órganos de gobierno
| Órganos políticos de la XI Legislatura |         |                               |
| Cargo                                  | Partido | Titular                       |
| Presidenta del Parlamento de Andalucía |         | Marta Bosquet                 |
| Vicepresidenta primera                 |         | Esperanza Oña                 |
| Vicepresidenta segunda                 |         | Teresa Jiménez                |
| Vicepresidente tercero                 |         | Julio Díaz                    |
| Secretaria primera                     |         | Verónica Pérez                |
| Secretario segundo                     |         | Manuel Andrés González Rivera |
| Secretario tercero                     |         | Manuel Gavira                 |
| Fuente: Parlamento de Andalucía        |         |                               |

## Elección e investidura del Presidente de la Junta
| Candidato          | Fecha                                                    | Voto  |    |    |    |    |    | Total  |
| ------------------ | -------------------------------------------------------- | ----- | -- | -- | -- | -- | -- | ------ |
| Juan Manuel Moreno | 16 de enero de 2019 Mayoría requerida: Absoluta (55/109) | Sí    |    | 26 | 21 |    | 12 | 59/109 |
| Juan Manuel Moreno | 16 de enero de 2019 Mayoría requerida: Absoluta (55/109) | No    | 33 |    |    | 17 |    | 50/109 |
| Juan Manuel Moreno | 16 de enero de 2019 Mayoría requerida: Absoluta (55/109) | Abst. |    |    |    |    |    | 0/109  |
| Fuentes:           |                                                          |       |    |    |    |    |    |        |